# Charles Duverger de Saint-Thomas
Charles Marie Duverger de Saint-Thomas, italianizzato in Carlo Du Verger De Saint Thomas (Aire-sur-la-Lys, 21 agosto 1820 – Lione, 17 ottobre 1888), è stato un politico francese.

## Biografia
Fu Deputato del Regno di Sardegna nella IV legislatura, eletto nel collegio di Albertville.